# Haus Lohe

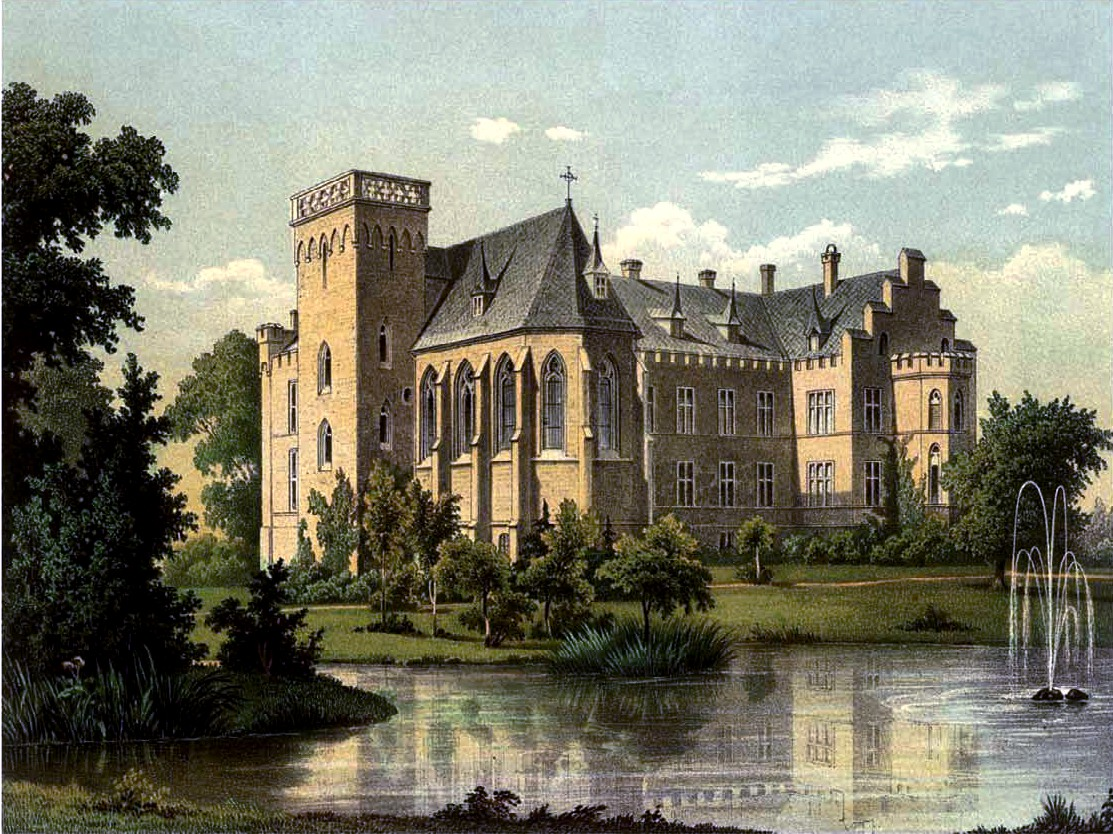
Haus Lohe, Chromolithographie um 1858, Sammlung Alexander Duncker

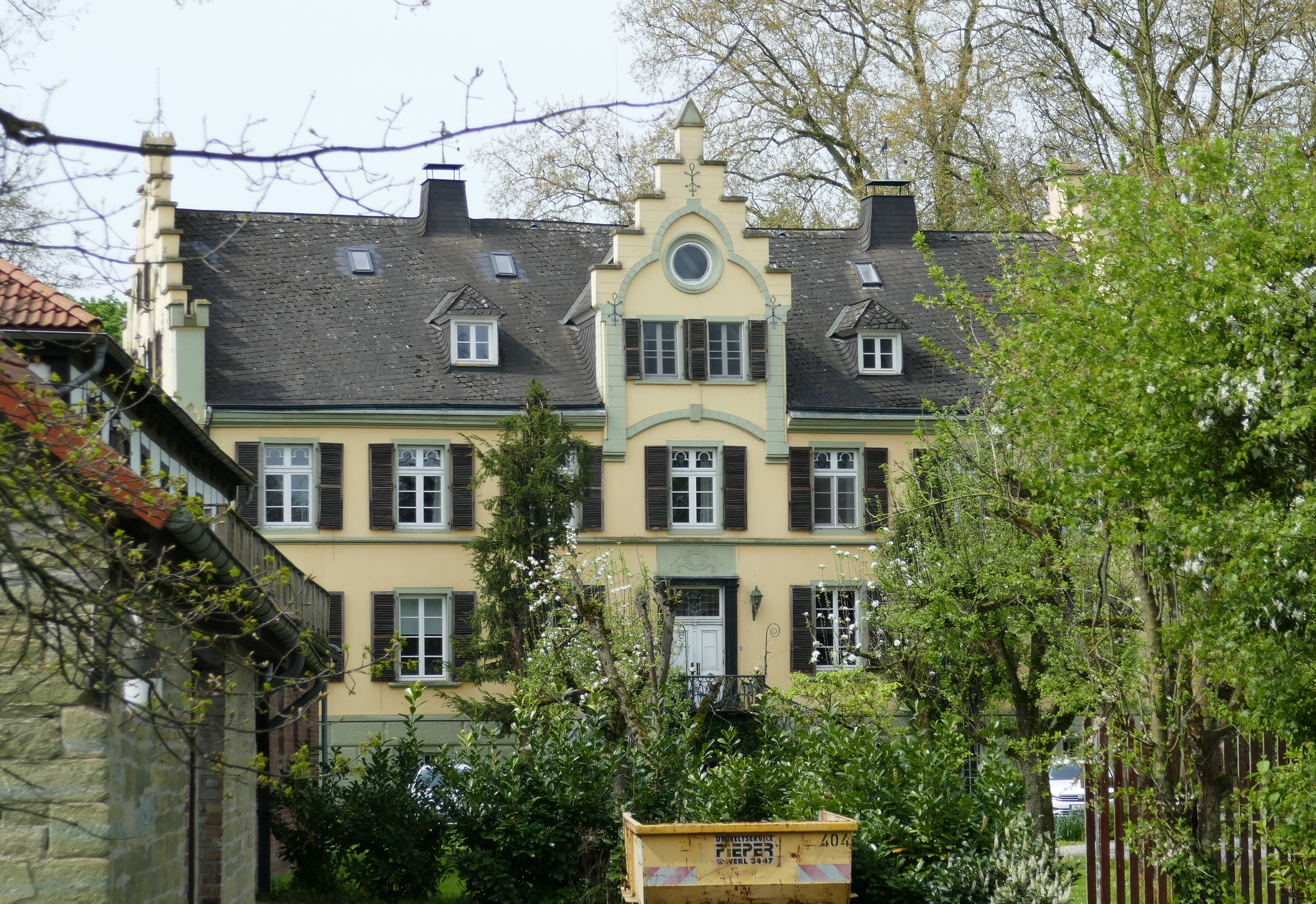
Ostansicht

Das Haus Lohe ist ein denkmalgeschütztes Profangebäude in Werl-Westönnen im Kreis Soest (Nordrhein-Westfalen).

## Geschichte und Architektur
Erstmals urkundlich erwähnt wurde der Herrenhof Lohe (auch Schloss Lohe genannt) 1281, als der Ritter Dietrich Volenspit dem Kloster Welver eine Geldrente vermacht.
Besitzer war wohl schon zur Zeit seiner Gründung in der Karolingerzeit das Caecilienstift Köln. Dieses verkauft 1351 das Gut an die Ritter Heinrich und Heydenrich Wulf von Lüdinghausen.
Anna, Erbtochter des Philipp Lüdinghausen gen. Wulf († 1598) heiratete um 1560 Heinrich von Wrede zu Amecke und brachte damit Schloß Lohe in den Besitz der Familie von Wrede.
Regine Juliane von Wrede, Erbtochter, heiratete 1738 den Werler Erbsälzer Johann Kaspar Raimund von Papen (1713–1795) und bringt damit Schloß Lohe an die Familie von Papen. Da die Ehe kinderlos blieb und die Kinder der zweiten Ehe „Nichtsälzer“ und somit nicht erbfähig waren, verkaufte er das Gut an eine Verwandte, die Maria Johanna Franziska von Papen (1724–1800), welche das Gut zu einem Fideikommiss machte.
1850 erfolgt die Eheschließung des Franz Egon von Papen-Köningen (1825–1887), Erbherr zu Lohe und Erbsälzer zu Werl, mit Paula Carolina Gisbertina Walburgis Huberta Freiin von Romberg zu Buldern (1830–1902), der Schwester des Gisbert Friedrich Ferdinand Theodor Hubertus Freiherr von Romberg zu Buldern (1839–1897).
Der Adelssitz in seiner heutigen Form wurde 1855 und 1885 durch den Kölner Domwerkmeister der Kölner Dombauhütte, Vinzenz Statz aus Köln, erweitert. An den barocken Teil wurden Kapelle und Turm angefügt. Durch den Umbau entstand ein dreiflügeliger Bau im Stil der Neugotik, mit einer Gesamtfläche von etwa 700 m². Der Herzoglich Nassauische Gartendirektor Thelemann aus Biebrich richtete die romantische Parkanlage ein. In der Zeit nach der Erbauung galt der schlossähnliche Herrensitz als das jüngste und schönste Wasserschloss. Haus Lohe liegt heute mit dem ehemaligen Verwalterhaus und den Ökonomiegebäuden inmitten eines parkähnlichen Geländes mit Teichen, Gräften und einem üppigen Baumbestand.
Die Eheleute Manfred und Hildegard Hill-Green kauften 1977 Schloß Lohe von der Familie von Papen. Heute ist es in Privatbesitz. Zahlreiche Wohnungen wurden geschaffen. In Nebengebäuden haben einige Unternehmen und Künstler ihren Standort.
Etwa einen Kilometer entfernt steht die denkmalgeschützte Lohmühle, die früher zum Schloss zugehörig war.